# Osteoblasto

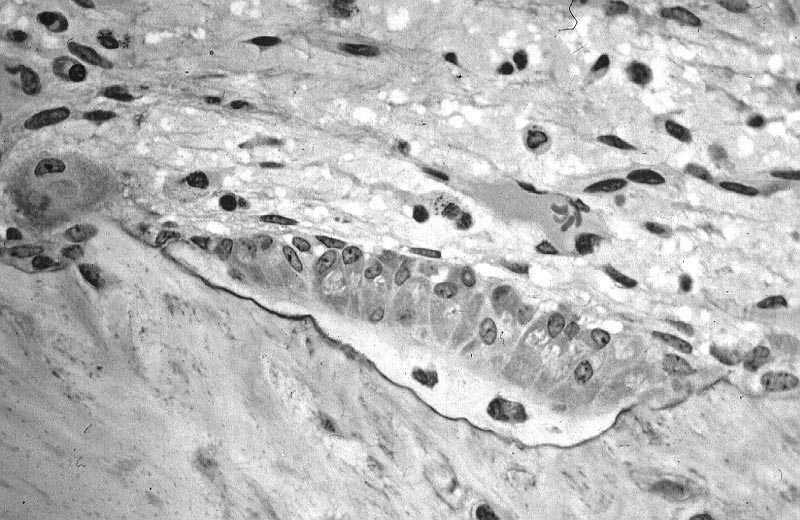
Osteoblasti in attività per la produzione di matrice ossea.

L'osteoblasto è una cellula responsabile della sintesi della sostanza intercellulare dell'osso e della sua mineralizzazione
Ha il compito di riparare il tessuto osseo danneggiato o usurato.
È una cellula ricca di RER e apparato di Golgi, ha perciò un citoplasma basofilo, la superficie cellulare è provvista di corti e sottili prolungamenti. L'osteoblasto origina da cellule osteoprogenitrici, dette preosteoblasti. La sua funzione è quella di produrre la matrice organica del tessuto osseo stesso, costituita di fibre collagene di tipo I, proteoglicani e glicoproteine; la matrice ossea precoce prodotta dagli osteoblasti, non cristallizzata, è detta tessuto osteoide. All'interno della matrice sono presenti numerose vescicole di secrezione ricche di un enzima caratteristico, la fosfatasi alcalina, e di ioni Ca2+ e (PO4)3-: queste vescicole, chiamate anche "vescicole di Bonucci", costituiscono i primi nuclei di mineralizzazione della matrice. La membrana cellulare aderisce alla matrice pericellulare per mezzo di integrine specifiche. Gli osteoblasti sono presenti sia nell'embrione, durante la formazione delle ossa, sia nell'adulto, durante i processi di rimaneggiamento e riparazione del tessuto osseo.
L'osteoblasto contiene al suo interno delle granulazioni PAS-positive, dette matrix vesicles o globuli calcificanti, provvisti di membrana e ritenuti l'agente che dà il via al processo di mineralizzazione.
Tra le varie proteine secrete dall'osteoblasto troviamo anche la procollagenasi, enzima che, deposto nella matrice verrà trasformato nella sua forma attiva, la collagenasi, che sarà impiegata dagli osteoclasti nella demolizione delle fibre collagene. 
L'attivazione della procollagenasi è a carico degli stessi osteoclasti, che tramite una serie di proteine, arrivano a disporre della collagenasi matura.
Inoltre, l'osteoblasto (e la sua forma più differenziata l'osteocita) presenta sulla membrana anche dei recettori per il paratormone (PTH) grazie ai quali, una volta avvenuta l'interazione con il suddetto ormone, vengono liberati gli OAF (osteoclast activating factors), ovvero fattori di attivazione per gli osteoclasti, che inizieranno il processo di riassorbimento della matrice calcificata.
Quando la funzione biosintetica cessa gli osteoblasti diventano osteociti, le cellule del tessuto osseo adulto, che occupano le lacune ossee, cioè la porzione del tessuto osseo che contiene prima il corpo degli osteoblasti e poi quello degli osteociti.